# Rodelinda (rainha)
Rodelinda (século VII — falecida por volta de 700) foi uma rainha consorte lombarda por casamento com o rei Perctarit.
Ela era a mãe de Cunipert. Ela e os seus filhos passaram dez anos como reféns em Benevento, após a deposição do seu esposo em 662, até que ele assumiu o trono pela segunda vez em 671. Ela parece ter sido politicamente activa durante o segundo período do reinado do seu esposo: o seu filho refere-se a ela como governante, sendo a governante na capital na ausência do seu marido durante a rebelião do Duque de Trento, e realizou a sucessão do seu filho para o trono em 688.